# 凯莉·蕾帕
凯莉·蕾帕（英語：Kelly Ripa，1970年10月2日—） 是美国女演员和脱口秀主持人。自2001年以来，她一直是联合早间脱口秀节目Live with Kelly and Ryan!的联合主持人。
她最著名的角色包括ABC日间肥皂剧《我的孩子們》（1990-2002、2010）中的Hayley Vaughan，以及ABC情景喜剧《Hope & Faith》中的Faith Fairfield（2003-2006）。 她和丈夫Mark Consuelos在纽约拥有一家制作公司 Milojo。 2014年，好莱坞报道将她评为媒体界最具影响力的人物之一。 